# Nașii mei vrăjitori
Nașii mei vrăjitori (engleză The Fairly OddParents, cunoscut ca Ciudații mei părinți pe Disney Channel) este un serial animat creat de Butch Hartman în Frederator Studios și din anul 2008 de Billionfold Inc., pentru canalul Nickelodeon, fiind unul din cele mai vizionate seriale. Acest serial este distribuit în SUA și în alte țări prin compania de animație canadiană Nelvana.
În România, serialul a fost difuzat pe posturile Disney Channel și KidsCo, iar în prezent se difuzează pe Nicktoons. Premiera in Romania, a fost in aprilie 2010, pe Disney Channel, iar in 2012 a fost scos din grila. In aprilie 2013, a fost redifuzat pentru o scurta perioada, dupa a fost scos din nou din grila. 

## Istoria serialului
Primele episoade au fost difuzate, din anul 1998 până în anul 2000, de Nickelodeon în programul de căutare de talente: Oh Yeah! Cartoons cu numele care și acum îl are: The Fairly OddParents.
Oh Yeah! Cartoons  a fost anulat în 11 septembrie; dar Nickelodeon i-a oferit lui Butch Hartman continuarea acestui serial. Oferta a fost acceptată, având premiera a primului sezon pe 31 martie 2001, cu o durată de o jumătate de oră fiecare episod și difuzând două episoade.
După succesul care a avut Ciudații mei părinți, unele canale ca Disney Channel, difuzează acest serial.

### Canale TV ce difuzează serialul Ciudații mei părinți
- Nickelodeon (din 1 martie 2010 - prezent)
- Disney Channel (12 aprilie 2010 - 2012)
- Nicktoons (din 1 martie 2010 - prezent)
- KidsCo (2008 - 31 decembrie 2013)

## Personaje

### Principale
- Timmy Turner - este un copil de 10 ani, puțin popular la școală și din când în când, colegii săi nu-l lasă în pace. Părinții lui nu-i acordă atenția necesară, și cum sunt ocupați tot timpul, Vicky, o adolescentă care nu-l agreează, are grijă de el. Atunci, apar Cosmo, Wanda și mai târziu bebelușul Puff. Nașii lui sunt ființe magice care au ca meserie să împlinească dorințele copiilor cu o viață tristă. În fiecare episod, nașii lui Timmy, împlinesc o dorință diferită, multe din ele înrăutățesc situația care la început părea rea și câte o dată, Timmy, învață din erorile comise. Locuiește în orașul Dimmsdale.

- Cosmo și Wanda - sunt nașii lui Timmy și nu împlinesc orice dorințe. Timmy trebuie să asculte de Regulile care Wanda îi aduce aminte, și Cosmo, fiind mai iresponsabil el și Timmy se bagă în buclucuri, atunci, Wanda îi salvează.

### Recurente
- Tata și Mama - sunt părinții lui Timmy și, de cele mai multe ori, sunt cam prostuți. Ei nu știu prea multe despre viața lui Timmy, cum ar fi, nu știu că este chinuit de Vicky. Nu li se spune numele, dar când sunt pe cale sǎ-l spunǎ, se aude un claxon de tir.

- Vicky - este dădaca lui Timmy care-l chinuie mai tot timpul, dar, dacă refuzǎ vreun lucru, o să fie spus la pǎrinți cu diferite chestii, cum ar fi reportofoane. Ea nu a fost niciodată descoperitǎ, doar în câteva episoade, dar Timmy își dorește ca totul sǎ revină la normal.

- Poof - este copilul lui Cosmo și Wanda care sunt nașii năzdrăvani a lui Timmy Turner. Apare din sezonul 6 până în prezent, în sezonul 10 apărând doar într-un episod, din cauză că va trebui să meargă la școală în Tărâmul Zânelor.

- Foop - este un mic copil cu putere neagră care vrea să-l distrugă pe Poof. Apare din sezonul 7 până în prezent.

- Denzel Crocker - este profesorul nebun al lui Timmy .El visează să prindă zânele lui Timmy Turner. A avut și el zâne dar a uitat asta. În prezent locuiește cu mama lui.

- Steluță - este câinele magic al lui Timmy. Apare doar în sezonul 9.

- Chloe Carmichael - este noua vecină a lui Timmy care va trebui să îi împartă pe Cosmo și Wanda cu ea. Apare doar în sezonul 10.

- Jorgen Von Strangle - este cel mai dur zân și conducătorul Tărâmului Zânelor.

- A.J. și Chester - sunt cei mai buni prieteni ai lui Timmy.

- Silviu Pun Pariu - este prezentatorul de știri din Dimmsdale.

- Anti Cosmo - este partea malefica al Cosmo el este mai destept pentru ca este opusul lui Cosmo si el este parintele lui Foop.

- Anti Wanda - este la fel ca si Anti Cosmo doar ca ea este mai fara minte ca si Cosmo si ea este la fel parintele lui Foop.

## Episoade
| Premiera originală | Premiera în România | N/o | Titlu român               | Titlu englez               |  |
| ------------------ | ------------------- | --- | ------------------------- | -------------------------- |  |
|                    |                     |     |                           |                            |  |
| PRIMUL SEZON       |                     |     |                           |                            |  |
|                    |                     |     |                           |                            |  |
| 30.03.2001         | 12.04.2010          | 1a  | O Problemă Mare           | The Big Problem!           |  |
| 30.03.2001         | 12.04.2010          | 1b  | Putere Nebună             | Power Mad!                 |  |
| 06.04.2001         | 13.04.2010          | 2a  | În Spațiu                 | Spaced Out                 |  |
| 06.04.2001         | 13.04.2010          | 2b  | TransPărinți              | TransParents!              |  |
| 13.04.2001         | 14.04.2010          | 3a  | O Dorință Irealizabilă    | A Wish Too Far!            |  |
| 13.04.2001         | 14.04.2010          | 3b  | Micul Timmy               | Tiny Timmy!                |  |
| 20.04.2001         | 15.04.2010          | 4a  | Timp cu Tata              | Father Time!               |  |
| 20.04.2001         | 15.04.2010          | 4b  | Relația de Despărțire     | Apartnership!              |  |
| 27.04.2001         | 16.04.2010          | 5a  | Bărbia Sus                | Chin Up!                   |  |
| 27.04.2001         | 16.04.2010          | 5b  | O După-amiază de Câine    | Dog's Day Afternoon        |  |
| 04.05.2001         | 19.04.2010          | 6a  | Capra de Vis              | Dream Goat!                |  |
| 04.05.2001         | 19.04.2010          | 6b  | Același Joc               | The Same Game              |  |
|                    |                     |     |                           |                            |  |
| SEZONUL 2          |                     |     |                           |                            |  |
|                    |                     |     |                           |                            |  |
| 12.12.2001         | 20.04.2010          | 7   | Crăciun în fiecare zi     | Christmas Everyday!        |  |
| 01.03.2002         | 21.04.2010          | 8a  | Băieții din trupă         | Boys in the Band           |  |
| 01.03.2002         | 21.04.2010          | 8b  | Jocuri magice             | Hex Games                  |  |
| 08.03.2002         | 22.04.2010          | 9a  | Băiatul de jucărie        | Boy Toy                    |  |
| 08.03.2002         | 22.04.2010          | 9b  | Pregătirea inspecției     | Inspection Detection       |  |
| 22.03.2002         | 23.04.2010          | 10a | Acțiune la pachet         | Action Packed              |  |
| 22.03.2002         | 23.04.2010          | 10b | Deșteptul                 | Smarty Pants               |  |
| 26.04.2002         | 26.04.2010          | 11a | Timvizibil                | Timvisible                 |  |
| 26.04.2002         | 26.04.2010          | 11b | Vechea magie neagră       | That Old Black Magic       |  |
| 10.05.2002         | 27.04.2010          | 12a | Super bicicleta           | Super Bike                 |  |
| 10.05.2002         | 27.04.2010          | 12b | 1 km în locul meu         | A Mile in My Shoes         |  |
| 07.06.2002         | 28.04.2010          | 13a | Neregulamentar            | Foul Balled                |  |
| 07.06.2002         | 28.04.2010          | 13b | Băiatul care ar fi regină | The Boy Who Would Be Queen |  |
| 12.07.2002         | 29.04.2010          | 14a | Complet în spațiu         | Totally Spaced Out         |  |
| 12.07.2002         | 29.04.2010          | 14b | Greșeală de schimbare     | The Switch Glitch          |  |
| 06.09.2002         | 30.04.2010          | 15a | Mama și tata super-eroi   | Mighty Mom & Dyno Dad      |  |
| 06.09.2002         | 30.04.2010          | 15b | Cavalerul cavaler         | Knighty Knight             |  |
| 13.09.2002         | 03.05.2010          | 16a | Zâna zâna totul e pe dos  | Fairy Fairy Quite Contrary |  |
| 13.09.2002         | 03.05.2010          | 16b | Nectarul celor magici     | Nectar of the Odds         |  |
|                    |                     |     |                           |                            |  |